# 李樂 (嘉靖進士)
李樂（1499年—？），字和仲，號鹿泉，湖廣辰州府盧溪縣人，軍籍，治《易經》，明朝政治人物。

## 生平
嘉靖七年（1528年）戊子科湖廣鄉試第十三名，嘉靖十四年（1535年）登乙未科會試第八十六名，廷試第二甲第五十四名進士。初授南京户部主事，歷官南京吏部文选司郎中，嘉靖二十四年（1545年）七月升河南左參議。歷雲南、河南副使、山西參政，官至太僕寺少卿。

## 家族
曾祖父李昕；祖父李時舉；父李廷鵬，曾任知縣。母龔氏。严侍下。從弟李棟，嘉靖戊戌進士。